# Пологи
Пологи (укр. Пологи) град је Украјини у Запорошкој области. Према процени из 2012. у граду је живело 20.124 становника.

## Становништво
Према процени, у граду је 2012. живело 20.124 становника.
| 1979.  | 1989.  | 2001.  | 2012.  |
| ------ | ------ | ------ | ------ |
| 22.873 | 25.336 | 22.206 | 20.124 |